# Aéroport international de João Pessoa
Pour les articles homonymes, voir JPA.
L'aéroport international de João Pessoa – Presidente Castro Pinto (code IATA : JPA • code OACI : SBJP) est un aéroport situé à Bayeux, sur le littoral de l'État de la Paraíba, au Brésil.
Il dessert notamment les villes de João Pessoa, capitale de l'État de la Paraíba, Bayeux et Santa Rita.

## Situation
| \| 200 km1:42 212 000 \| São Paulo-Guarulhos São Paulo-Congonhas Brasília Rio-Galeão Belo Horizonte Campinas Rio-Santos-Dumont Recife Porto Alegre Salvador Fortaleza Curitiba Florianópolis Belém Vitória Goiânia Manaus Navegantes |
| 200 km1:42 212 000 |

## Statistiques
Pour des raisons techniques, il est temporairement impossible d'afficher le graphique qui aurait dû être présenté ici.

Voir la requête brute et les sources sur Wikidata.

## Compagnies et destinations
| Compagnies              | Destinations |
| ----------------------- | --- |
| Azul Brazilian Airlines | Belo Horizonte, Recife, São Paulo/Campinas, São Paulo/Congonhas En saison: Goiânia, Ribeirão Preto (en), São José do Rio Preto (en), Uberlândia          |
| Gol Transportes Aéreos  | - Belo Horizonte, - Brasília, - Buenos Aires-Ezeiza, - Natal, - Rio de Janeiro/Galeão, - Salvador de Bahia, - São Paulo/Congonhas, - São Paulo/Guarulhos |
| LATAM Brasil            | Brasília, São Paulo/Guarulhos |

Édité le 18/02/2020  Actualisé le 5/01/2024